# Jan Wagenaar (organist)
Johannes Arnoldus Hendricus (Jan) Wagenaar (Utrecht, 24 augustus 1872 – Utrecht, 7 mei 1959) was een Nederlands organist en beiaardier.
Hij kreeg zijn muzikale opleiding aan de Utrechtse Muziekschool, de voorloper van het Utrechts Conservatorium. Docenten waren zijn vader voor orgel en muziektheorie en Winand Oosterbaan voor piano. Hij werd organist van de Pieterskerk en beiaardier van de Klaastoren en Domtoren, beide in Utrecht. In die laatste functie werd hij in 1937 opgevolgd door zijn zoon met dezelfde naam: Johannes Arnoldus Hendricus Wagenaar (1896-1959).
Jan Wagenaar is voorts bekend als naamgever van en medevennoot in de muziek- en grammofoonplatenwinkel J.A.H. Wagenaar gevestigd aan het Oudkerkhof 30, later Oudegracht 107 en 109. Aldaar verscheen ook Wagenaars bewerking van vijftien Oud-Nederlandsche danswijzen van Johan Cornelis Marius van Riemsdijk. Het bedrijf verzorgde ook wel concertvleugels bij concerten gegeven door het Utrechts Symfonie Orkest.
Hij werd geboren aan de Weerdsingel binnen het gezin van de toenmalige pianostemmer en latere organist Johannes Arnoldus Hendrikus Wagenaar en Elsje Bettink. Hijzelf was getrouwd met timmermansdochter Elisabeth Helena Brouwer (1870-1942) en was ridder in de Orde van Oranje Nassau. Het echtpaar ligt samen met zijn vader begraven op Begraafplaats Soestbergen.